# Морис Абраванел
Морис Абраванел (на иврит: מוריס אברבנאל) е виден американски композитор от еврейско-швейцарски произход. Известен е като диригент на Симфоничния оркестър на Юта в продължение на над 30 години.

## Биография
Абраванел е роден на 6 януари 1903 година година в Солун, тогава в Османската империя, днес Гърция. Произлиза от сефарадско семейство. Предците му се установяват в Солун в 1517 година, където са родени родителите на Абраванел. Семейството се мести в Лозана, Швейцария в 1909 година, където бащата на Морис е успешен фармацевт. Баща му настоява Морис да следва медицина, но Морис започва да се занимава все по-сериозно с музика.
Морис Абраванел живее в Германия от 1922 до 1933 година, където взима дейно участие в музикалния живот там. След това живее в Париж от 1933 до 1936 година, където работи като диригент. В 1936 приема пост в известния Метрополитън опера в Ню Йорк, ставайки на 33 години най-младия диригент, който е наеман там до онзи момент. През 1943 година става американски гражданин. След това е назначен за диригент на Симфоничния оркестър на Юта, на който пост остава над 30 години. Негов музикален директор е от 1947 до 1979 година.
Морис Абраванел умира на 22 септември 1993 година в Солт Лейк Сити, САЩ.